# Anthicus thomasi
Anthicus thomasi är en skalbaggsart som beskrevs av Maurice Pic 1896. Anthicus thomasi ingår i släktet Anthicus och familjen kvickbaggar. Inga underarter finns listade i Catalogue of Life.